# Manto estelar (canción)
«Manto estelar» es una canción interpretada por la banda mexicana de pop Moenia, que fue incluida en su segundo álbum de estudio titulado, Adición. Fue lanzada y publicada en el año de 1999 por EMI Music.

## Antecedentes
La canción fue escrita por Alfonso Pichardo y el guitarrista Juan Carlos Lozano. La canción habla de una relación que se quebró de la nada por tantas malas decisiones que se tomó por parte de la mujer y nunca se pudo reparar de una forma adecuada.

## Créditos
- Banda
  - Alfonso Pichardo, voz
  - Jorge Soto
  - Alejandro Ortega

## Lista de canciones

### CD - Promo[6]
| Manto estelar — Single |                 |          |  |
| N.º                    | Título          | Duración |  |
| 1.                     | «Manto estelar» | 4:11     |  |

## Posiciones en las listas
| Listas (1999)                             | Posición |
| ----------------------------------------- | -------- |
| Estados Unidos Billboard Hot Latin Tracks | 72       |

## Nominaciones
| Año  | Publicación | País | Lista                                 | Puesto |
| ---- | ----------- | ---- | ------------------------------------- | ------ |
| 2006 | Alborde     | EUA  | 500 canciones del Rock Iberoamericano | 153°   |